# سرطان الشرج
سرطان الشرج (بالإنجليزية: Anal cancer)‏ هو السرطان الذي يصيب الشرج، وهو فتحة المعي المستقيم الذي يسمح بمرور البراز من الأمعاء الغليظة إلى خارج الجسم. هناك من يخلط بين مفهومي سرطان المعي المستقيم والشرج، فالمعي المستقيم هو الجزء الأخير من الأمعاء الغليظة الذي ينتهي بفتحة الشرج، من حيث تخرج كتل البراز إلى خارج الجسم.

## الأسباب
- التدخين
- الالتهاب الناجم عن فيروس الورم الحليمي البشري.
- ممارسة الجنس الشرجي.
- وجود فتحات غير طبيعية في الشرج أو حوله.
- التقدم في العمر (مرحلة ما بعد الخمسين).
- انتفاخ أحمر أو تقرح الشرج، والتي هي شائعة الحدوث.

## الأعراض
- نزيف شرجي، أو النزف أثناء حركة الأمعاء.
- إفرازات شرجية.
- ألم في منطقة الشرج
- الشعور بحكة في الشرج أو حوله.
- تغييرات في العادات المعوية كالإسهال، أو الإمساك، تميع وتغيرات في البراز.[4][5]

هي:

### العلاج بالإشعاع
وله نوعان وهما :الحزمة الإشعاعية الداخلية والحزم الإشعاعية الداخلية والأول أكثر شيوعاً
يستخدم العلاج الشعاعي حزما إشعاعية عالية الطاقة تؤدي إلى انكماش الورم أو إزاحة الخلايا السرطانية، ويعمل العلاج الشعاعي على تدمير الحمض النووي «دي. إن. آي» للخلايا السرطانية، مما يمنعها من التكاثر. 
ورغم أن العلاج الشعاعي قد يدمر الخلايا السليمة المجاورة، فإن الخلايا السرطانية عالية التحسس قدد تتمدد بالإشعاع، أما الخلايا السليمة فعادة ما تستعيد عافيتها بشكل كامل بعد التعرض للإشعاع.

### العلاج الكيماوي
يستخدم العلاج الكيماوي عادة مصاحبا مع العلاج الإشعاعي، ولكن للأسف، فان العلاج الكيماوي لا يستطيع التمييز بين الخلايا السرطانية سريعة التكاثر وبين الخلايا السليمة، مما يؤدي إلى أعراض جانبية، مثل تساقط الشعر.

### الجراحة
الجراحة هي الطريقة الأقل شيوعاً في علاج سرطان الشرج، بيد أنها ما تزال تستخدَم في بعض الحالات، وعندما يكون العلاج الجراحي مندوباً فانه يستخدم مع العلاج الإشعاعي و/أو العلاج الكيماوي.

## معرض صور

## وصلات خارجية
- American Cancer Society – دليل تفصيلي: سرطان الشرج
- Anal Warts, Anal Cancer, and Anal Pap Smears
- Anal Cancer and HPV in Men Who Have Sex With Men
- Clinically reviewed anal cancer information for patients, from أبحاث السرطان في المملكة المتحدة
- National Cancer Institute (U.S.): Anal Cancer: Information for Health Professionals
- Cancer.Net: Anal Cancer
- The HPV and Anal Cancer Foundation